# Памятник Абаю Кунанбаеву (Москва)
Памятник Абаю Кунанбаеву установлен в Москве на Чистопрудном бульваре недалеко от посольства Казахстана.

## История
2006 год президенты Казахстана и России Назарбаев и Путин объявили Годом Пушкина в Казахстане и Годом Абая — в России. В Астане и Москве были установлены бронзовые памятники поэтам.
Московский памятник является даром Казахстана столице России. Решение об установке памятника Абаю Кунанбаеву в Москве было принято во время встречи Нурсултана Назарбаева с Владимиром Путиным в рамках официального визита президента Казахстана в Российскую Федерацию в январе 2005 года. Финансировала проект казахстанская сторона. Общая стоимость сооружения составила около 162 млн тенге — более 1,25 млн долларов. В открытии памятника 4 апреля 2006 года приняли участие президенты России и Казахстана Владимир Путин и Нурсултан Назарбаев.
В свою очередь памятник — бюст А. С. Пушкину, великому русскому поэту, был установлен в Алматы ещё 29 октября 1999 г. в честь 200-летия со дня его рождения (автор — российский скульптор А. А. Бичуков, казахские архитекторы Т. Ералиев, А. Анчугов).
В мае 2012 года у памятника Абаю на Чистых прудах прошли нашумевшие акции российской оппозиции под хештегом «#ОккупайАбай», которые вновь привлекли внимание россиян к поэзии Абая.

## Авторы
- Скульпторы: Марат Айнеков, Саид Айнеков
- Конструктор: Сайран Фазылов
- Архитекторы: Валерий Романенко, Тимур Сулейменов (создатель эскизов казахстанской национальной валюты тенге).
- Дизайнер: Игорь Поляков[4].

## Описание
Памятник выполнен из бронзы, представляет собой статую сидящего поэта, которая установлена на каменном постаменте, украшенном национальными узорами и надписью: «Вечен творец бессмертного слова». Кроме самого памятника в состав композиции входят два каменных истукана, созданные в стилистике половецких идолов.